# Rebutia nigricans
Rebutia nigricans ist eine Pflanzenart in der Gattung Rebutia aus der Familie der Kakteengewächse (Cactaceae). Das Artepitheton nigricans stammt aus dem Lateinischen, bedeutet ‚schwärzlich werdend‘ und verweist auf die dunkelbraune Farbe der Pflanzen.

## Beschreibung
Rebutia nigricans wächst zunächst einzeln, später dann sprossend mit kurz zylindrischen, tiefgrünen bis braungrünen, oft violett überhauchten Körpern und bildet Gruppen. Die Körper erreichen bei Durchmessern von 2 bis 3,5 Zentimetern Wuchshöhen von bis zu 5 Zentimetern und haben eine Rübenwurzel. Die 11 Rippen sind deutlich in konische Höcker gegliedert. Ein Mitteldorn ist nicht vorhanden. Die 8 bis 12 (selten bis 16) ausgebreiteten bis etwas aufsteigenden Randdornen sind bräunlich bis weiß. Sie sind kammartig angeordnet, nadelig und bis zu 10 Millimeter lang.
Die rosafarbenen bis roten, trichterförmigen Blüten sind 2 bis 3 Zentimeter lang. Die Narben sind hellgrün. Die kugelförmigen Früchte sind grün.

## Verbreitung und Systematik
Rebutia nigricans ist in Argentinien in der Provinz Salta in Höhenlagen von 3000 bis 3500 Metern verbreitet, wo sie in der Puna-Vegetation wächst.
Die Erstbeschreibung als Lobivia nigricans wurde 1940 von Wilhelm Wessner (1904–1983) veröffentlicht. John Pilbeam stellte die Art 1997 in die Gattung Rebutia.

## Nachweise